# Бредун Едуард Олександрович
Едуард Олександрович Бредун (6 жовтня 1934, Сталінська область, УРСР — 18 липня 1984, Москва, РРФСР) — радянський кіноактор.

## Біографія
Після війни ріс в Бєльцях, де відвідував драмгурток під керівництвом А. Я. Барі при міському Будинку піонерів, і в Кишиневі. В 1952 у закінчив Тамбовське суворівське військове училище.
Закінчив ВДІК (1957, майстерня Ю. Я. Райзмана). З 1958 — актор московського Театру-студії кіноактора.
Був одружений з актрисою Ізольдою Ізвицькою.
Похований на московському Востряковському кладовищі.

## Фільмографія
1. 1954 — Зелений дол
2. 1955 — Перший ешелон — Генька Монетик
3. 1956 — Різні долі — собутильник Степана Огурцова
4. 1957 — Координати невідомі
5. 1958 — День перший — Микола Тимофєєв
6. 1958 — Справа «строкатих» — Митя Неверов
7. 1959 — Вітер
8. 1959 — Любов'ю треба дорожити
9. 1959 — Однолітки
10. 1960 — Хліб і троянди
11. 1961 — Артист із Коханівки — Андрій Ярчук
12. 1961 — Козаки — Лукашка Широков
13. 1962 — Ланцюгова реакція
14. 1962 — Армагеддон — Траян
15. 1963 — Колеги — Федір Бугров
16. 1966 — Маленький утікач — мисливець
17. 1966 — Авдотья Павлівна
18. 1967 — Пароль не потрібен — Спиридон Меркулов
19. 1967 — Морські розповіді — матрос
20. 1968 — Господар тайги — Варлашкін
21. 1970 — В'язні Бомона
22. 1971 — 12 стільців — Паша Емільович
23. 1973 — Іван Васильович змінює професію — спекулянт радіотоварів
24. 1973 — Нейлон 100% — Едик
25. 1975 — Не може бути! — Гість
26. 1976 — 12 стільців — родич Альхена
27. 1976 — «SOS» над тайгою — робочий Ліспромгоспу
28. 1977 — Інкогніто з Петербурга — шинкар
29. 1978 — Голубка — сплавник
30. 1980 — Лінія життя — Горбухін